# ماوريسيو غاودينو
ماوريسيو غاودينو (بالألمانية: Maurizio Gaudino)‏ (مواليد 12 ديسمبر 1966) هو لاعب كرة قدم. يلعب مع منتخب ألمانيا لكرة القدم. سبق له أن لعب في كأس العالم لكرة القدم مع منتخب بلاده.

## مسيرته الكروية
لعب ماوريسيو غاودينو خلال مسيرته الاحترافية مع 8 أندية في واحد وعشرون موسمًا وسجل خلالها 79 هدفًا ضمن 459 مباراة. ولم يفز بأي موسم بالكأس وفاز في موسم واحد بالدوري.
خاض ماوريسيو غاودينو مسيرته مع نادي فالدهوف مانهايم في موسم 1984–85 في المرة الأولى واستمر معه طيلة ثلاثة مواسم ثم في موسم 2003–04 لمدة موسم واحد، مشاركًا طوالها في 73 مباراة سجل خلالها 9 أهداف. ثم انتقل إلى نادي شتوتغارت في موسم 1987–88 ليلعب معه ستة مواسم، حيث شارك في 171 مباراة سجل خلالها 30 هدف. لينتقل بعدها إلى نادي آينتراخت فرانكفورت في موسم 1993–94 في المرة الأولى واستمر معه طيلة ثلاثة مواسم ثم في موسم 1996–97 لمدة موسم واحد، مشاركًا طوالها في 75 مباراة سجل خلالها 16 هدفًا. ثم انتقل إلى نادي مانشستر سيتي في موسم 1994–95 لمدة موسم واحد، مشاركًا في 20 مباراة سجل خلالها 3 أهداف. هذا وانتقل لاحقًا إلى نادي أمريكا في موسم 1995–96 لمدة موسم واحد، مشاركًا في 15 مباراة سجل خلالها هدفًا واحدًا. ثم انتقل بعدها إلى نادي بازل في موسم 1997–98 لمدة موسم واحد، مشاركًا في 30 مباراة سجل خلالها 10 أهداف. ليعود وينتقل من جديد، لكن هذه المرة إلى نادي بوخوم في موسم 1998–99 لمدة موسم واحد، مشاركًا في 20 مباراة سجل خلالها هدفين. لينتقل بعدها إلى نادي أنطاليا سبور في موسم 1999–00 واستمر معه طيلة ثلاثة مواسم، مشاركًا في 55 مباراة سجل خلالها 8 أهداف.

## مقالات ذات صلة
- جانلوكا غاودينو

## روابط خارجية
- ماوريسيو غاودينو على موقع اتحاد تركيا (لاعب) (الإنجليزية)
- ماوريسيو غاودينو على موقع قاعدة بيانات كرة القدم.إي يو (الإنجليزية)
- ماوريسيو غاودينو على موقع بيانات كرة القدم. دي إي (الألمانية)
- ماوريسيو غاودينو على موقع ناشيونال فوتبول تيمز (الإنجليزية)
- ماوريسيو غاودينو على موقع عالم كرة القدم.نت (الإنجليزية)